# Ropica postnigromaculata
Ropica postnigromaculata är en skalbaggsart som beskrevs av Stefan von Breuning 1982. Ropica postnigromaculata ingår i släktet Ropica och familjen långhorningar.
Artens utbredningsområde är Filippinerna. Inga underarter finns listade i Catalogue of Life.